# Gerald Morkel
Pour les articles homonymes, voir Morkel.
 (janvier 2018).
Si vous disposez d'ouvrages ou d'articles de référence ou si vous connaissez des sites web de qualité traitant du thème abordé ici, merci de compléter l'article en donnant les références utiles à sa vérifiabilité et en les liant à la section « Notes et références ».
Gerald Morkel, né le 2 février 1941 au Cap en Afrique du Sud et mort le 9 janvier 2018 dans le quartier de Tokai au Cap, est un homme politique sud-africain.
Membre successivement du parti travailliste coloured, du parti national (1991-1997), du Nouveau Parti national (1998-2001) et de l'alliance démocratique. Après avoir été député au sein de la chambre des représentants du parlement tricaméral (1984-1994), ministre du budget (1992-1993), des administrations locales (1993) et ministre du logement (1993-1994) devant la chambre des représentants, il est membre du conseil exécutif du Cap-Occidental (1994-1998) chargé des questions de logement et de police.
Après avoir été Premier ministre de la province du Cap-Occidental (1998 à 2001), il devient brièvement maire de la ville du Cap en 2002. Il termine sa carrière politique comme membre du conseil municipal de la ville du Cap où il représente la circonscription électorale de Retreat jusqu'en 2011.

## Biographie

### Origines
Issu de la communauté coloured des malais du Cap, Gerald Morkel est descendant d'immigrants allemand, arrivés au Cap en 1793 et d'esclaves malais. Sa propre mère, de race blanche selon la classification sud-africaine, était issue de marins natifs de l'île de Sainte-Hélène. Ses parents se marièrent en 1940 alors que les mariages mixtes étaient encore tolérés par les autorités provinciales en dépit de la législation nationale sur l'interdit de la mixité.
Gérald Morkel passe alors son enfance dans la ville de Beaufort West où les communautés blanches et métis se mélangeaient. Ses parents sont alors les voisins des parents de Christiaan Barnard. Sa mère décède alors qu'il n'a que 5 ans et son père se remarie avec une jeune métis requalifiant dans la catégorie métis l'ensemble de la famille Morkel. La mise en place de l'apartheid contraint alors les Morkel à déménager à Grassie Park, un township de Weinberg dans la péninsule du Cap. Gerald Morkel est alors scolarisé pour la première fois de sa vie dans une école pour métis alors que ses cousins germains, issus de l'union entre la sœur de son père (une métis) et un commerçant portugais, sont scolarisés à son ancienne école afrikaner de Beaufort West, à la suite de la classification de l'ensemble de la famille dans la catégorie raciale des Blancs. L'injustice entrainée par la ségrégation raciale finit par déteindre sur les relations familiales et les retrouvailles finissent alors par tourner à l'épreuve raciale, la famille blanche refusant de s'exposer avec leurs cousins métis.
A Grassie Park où il grandit, les frontières entre zones résidentielles sont moins marquées qu'ailleurs et Gerald Morkel côtoie ainsi les enfants des familles Afrikaners dont il partage la langue maternelle, l'afrikaans, alors qu'il ne côtoie que très peu de noirs, relativement absent à l'époque dans les rues des villes de la péninsule.

### Carrière professionnelle et activités politiques
En 1966, le jeune Morkel déménage dans le township de Retreat, dans la banlieue sud du Cap. Il devient ouvrier en bâtiment puis fonde sa propre entreprise de construction, employant des métis et quelques ouvriers noirs migrants du Transkei et du Ciskei. À l'époque, Morkel comme tous les métis bénéficie de la clause préférentielle pour l'emploi de membre de sa communauté raciale dans la province du Cap. Porté par son éducation, sa religion, sa langue, sa culture, Morkel est alors pas loin politiquement de rejoindre le camp des Blancs favorables à l'apartheid et ne désespère pas qu'un jour, les métis obtiennent les mêmes droits. Mais le refus d'entrée pour lui et son fils à une exposition réservée aux Blancs lui sert alors de déclic pour s'engager dans la vie politique. Son but essentiel étant l'assimilation, il accepte toutes les portes ouvertes par le pouvoir blanc dans l'espoir d'obtenir davantage.
En 1969, il se présente comme candidat indépendant à l'élection des membres du tout nouveau Conseil représentatif des métis, mis en place par le gouvernement, afin de donner en dehors du parlement une représentation aux métis. Le parti travailliste d'Allan Hendrickse remporte alors la majorité des sièges du conseil et Morkel n'est pas élu.
Professionnellement, son entreprise prend de l'ampleur. Il est alors sollicité par Betsie Verwoerd, veuve de l'ancien premier ministre Hendrik Verwoerd, grand architecte de l'apartheid, pour restaurer sa résidence à Hermanus. Morkel aime à raconter qu'elle le recevait dans son salon et lui servait du thé dans son service de porcelaine. Il est même recommandé pour les travaux de rénovation de la maison d'un juge de la ville avec qui il a des discussions politiques.
En 1980, le conseil représentatif des métis est abrogé à la suite de la preuve de son inefficacité.

#### Député au parlement tricaméral d'Afrique du Sud (1984-1994)
En 1983, Morkel rejoint le parti travailliste et se présente aux élections à la chambre métis du nouveau parlement tricaméral mis en place par le premier ministre Pieter Botha. Pour Morkel, la mise en place d'un tel parlement est un moyen pour aboutir à l'égalité des droits et la preuve de la fragilité du pouvoir blanc. Morkel est élu député de Retreat.
À partir de 1990, Morkel apporte son soutien au président Frederik de Klerk et avec 15 autres députés métis rejoint les rangs du parti national en 1991. En 1992, il devient ministre du budget de la chambre des représentants et exerce différentes fonctions ministérielles de la chambre jusqu'à la dissolution du parlement tricaméral en 1994.

#### Député et ministre du gouvernement provincial du Cap-Occidental (1994-1998)
Lors des élections multiraciales d'avril 1994, plus des 2/3 des métis apportent leurs suffrages au parti national permettant à ce dernier de prendre le contrôle de la province du Cap-Occidental. Morkel se présente aux élections de l'assemblée provinciale du Cap-Occidental et est élu. Il devient le numéro deux du gouvernement d'Hernus Kriel.

#### Premier ministre du Cap-Occidental (1998-2001)
En 1998, Morkel succède à Kriel et devient premier ministre de la province du Cap-Occidental.
Après les élections de 1999, c'est à la direction d'une coalition entre le nouveau Parti national et le parti démocratique qu'il dirige le gouvernement et en 2000, il rejoint l'Alliance démocratique issu de l'accord entre les deux partis politiques.

#### Un membre loyal de l'Alliance démocratique
La scission qui intervient à l'automne 2001 conduit Morkel à rester fidèle à l'Alliance démocratique et à quitter le nouveau parti national. Morkel est alors contraint de quitter son poste de Premier ministre à la suite de la mise en place d'une nouvelle majorité provinciale ANC-NNP.
Morkel devient brièvement maire du Cap avant là-aussi d'être contraint de céder son poste à un membre de l'ANC.
Président de l'Alliance démocratique dans la province du Cap-Occidental, il cède la direction locale du parti à Helen Zille, étoile montante locale du parti. Il reste membre du conseil municipal du Cap jusqu’à son retrait de la vie politique en 2011.